# Radio Daze
Radio Daze is de vijfde aflevering van het vierde seizoen van het tienerdrama Beverly Hills, 90210, die voor het eerst werd uitgezonden op 6 oktober 1993. De titel refereert aan Radio Days (1987), een film met Mike Starr.

## Verhaal
Donna kan niet meer omgaan met de vermoeidheid die het presenteren van een radioprogramma met zich meedraagt en besluit te stoppen. Als ze dit probeert te zeggen aan de eigenaar van jetradioprogramma, belandt ze door omstandigheden als presentatrice in een middagprogramma. David denkt dat ze dit met opzet zo geregeld heeft en wordt boos op haar. Ze leggen het later bij en Donna stopt op dat moment definitief met het presenteren op de radio.
Brenda moet haar universiteit betalen en zoekt een baan om wat geld te verdienen. Ze wordt echter nergens aangenomen en neemt uit wanhoop een door haar vader aangeboden baantje aan. Ze moet een rapport afleveren, maar besluit eerst nog bij een feest langs te gaan. Hier wint ze een danswedstrijd met David en vergeet het rapport weg te brengen. Als ze dit opbiecht aan haar verder, is hij boos, maar vergeeft het haar.
Terwijl Andrea ontdekt dat haar adviseur en bewonderaar Dan Rubin haar leraar Engels blijkt te zijn, besluit Steve zijn relatie met Celeste te beëindigen. Tegen Brandon legt hij uit dat hij vrij wil kunnen zijn en zich niet aan één persoon hoeft te binden. Ondertussen begint John steeds meer te flirten met Kelly, wat voor jaloezie zorgt bij Dylan. In de laatste scène zoent John haar en zij staat dit toe.

## Rolverdeling
- Jason Priestley - Brandon Walsh
- Shannen Doherty - Brenda Walsh
- Jennie Garth - Kelly Taylor
- Ian Ziering - Steve Sanders
- Gabrielle Carteris - Andrea Zuckerman
- Luke Perry - Dylan McKay
- Brian Austin Green - David Silver
- Tori Spelling - Donna Martin
- Carol Potter - Cindy Walsh
- James Eckhouse - Jim Walsh
- Jennifer Grant - Celeste Lundy
- Paul Johansson - John Sears
- Brooke Theiss - Leslie Sumner
- Matthew Porretta - Dan Rubin
- Jennifer Crystal - Deborah
- Zachary Throne - Howard
- Heather Campbell - Jennifer